# Bedmar y Garcíez
Bedmar y Garcíez là một đô thị trong tỉnh Jaén, Tây Ban Nha. Theo điều tra dân số 2006 (INE), đô thị này có dân số là 3185 người.
37°49′B 03°24′T / 37,817°B 3,4°T